# Сан-Хуан-Капістрано
Сан-Хуан-Капістрано (англ. San Juan Capistrano) — місто в окрузі Орандж, штат Каліфорнія, США.
Площа 37,024 км (36,559 км — суходіл, 0,466 км — водні об'єкти), згідно з переписом 2010 року, проживають 34 593 особи (2000 року було 33 826 осіб). Густота населення становить 930 чол/км.
- Телефонний код міста — 949
- Поштовий індекс — 92675
- FIPS-код міста — 06-68028
- GNIS-ідентифікатор — 1661383

## Історія
Місто було побудоване навколо заснованої іспанцями місії св. Іоанна Капістрана (ісп. Juan Capistrano), і багато будівель в центрі міста (найстаріші датуються XVIII століттям) побудовані в тому ж стилі — саманні стіни та черепичні дахи. В охоронюваних кварталах на пагорбах розташовані декілька особняків вартістю 10 млн доларів та вище. Сан Хуан Капістрана є об'єктом щорічної міграції американських скелястих ластівок (Petrochelidon pyrrhonota).